# Hubert von Wangenheim

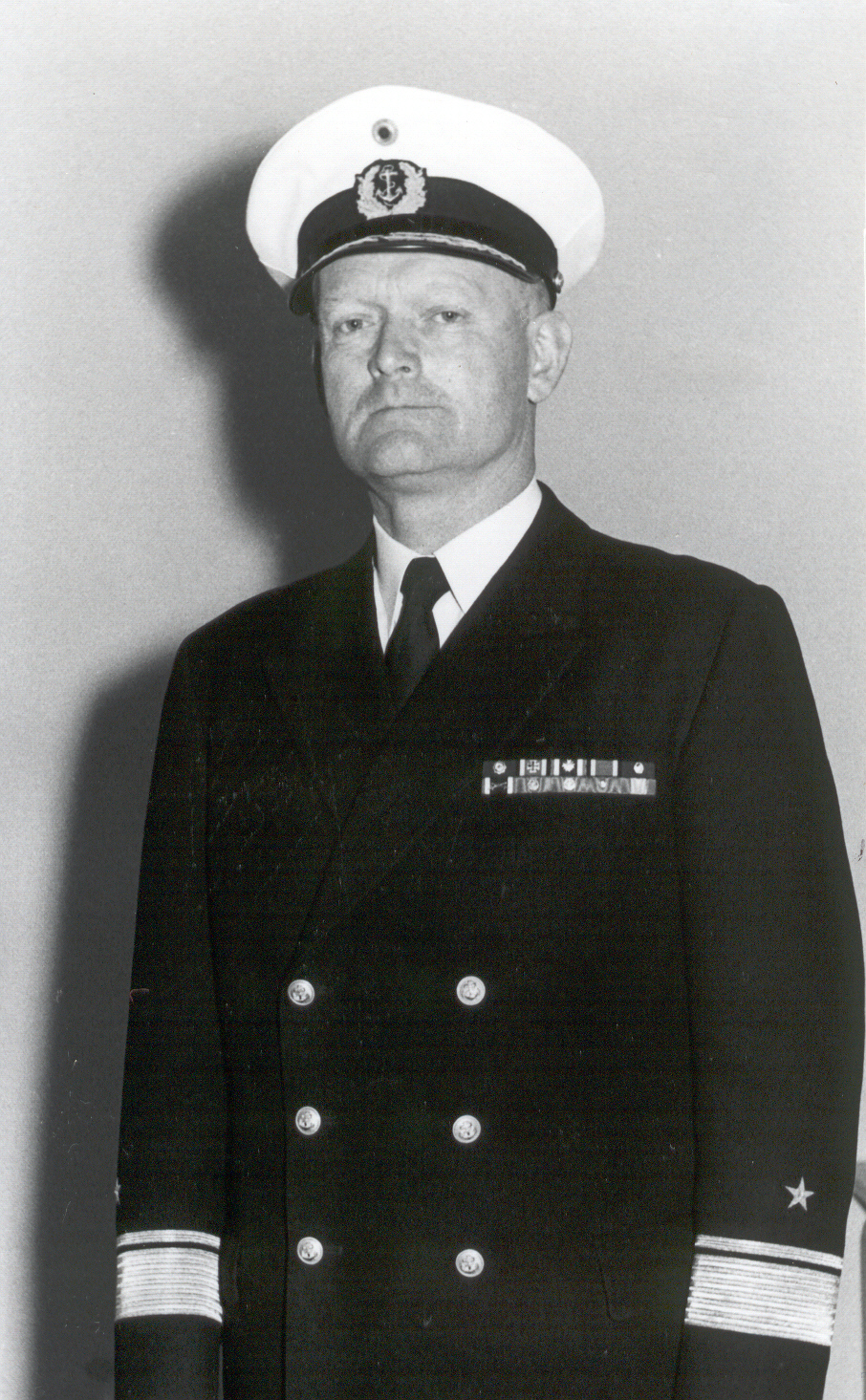
Hubert von Wangenheim als Flottillenadmiral (1956)

Hubert Adam Melchior Freiherr von Wangenheim (* 4. November 1904 in Charlottenburg bei Berlin; † 3. September 1973 in Kiel) war ein deutscher Flottillenadmiral der Bundesmarine.

## Leben
Hubert entstammte dem thüringischen Uradelsgeschlecht der Freiherrn von Wangenheim. Er war der älteste Sohn des gleichnamigen preußischen Majors Hubert von Wangenheim (1872–1915), der während des Ersten Weltkriegs im Königin Elisabeth Garde-Grenadier-Regiment Nr. 3 fiel. Die Mutter hatte als Kriegerwitwe nur eine kleine Pension und zog deswegen mit ihren vier Kindern 1919 von Berlin in das günstigere Naumburg (Saale). Dennoch waren nicht genügend finanzielle Mittel zur weiteren Ausbildung aller Kinder vorhanden, und so konnte nur die älteste Schwester Medizin studieren. Die drei Söhne gingen nach dem Abitur zum Militär. Hubert trat 1922 als Seekadett in die Reichsmarine ein. Er war der einzige der Söhne, der den Zweiten Weltkrieg überlebte.
Wangenheim heiratet 1935 Irene von Egidy (1909–1991), die Tochter des Marineoffiziers Moritz von Egidy. Zusammen hatten sie vier Kinder. Irene brachte in die Ehe den kleinen Hof Langfeld in Schleswig-Holstein ein, wohin die Familie umzog, als ihre Wohnung in Berlin 1942 ausgebombt wurde.

### Militärzeit im „Dritten Reich“

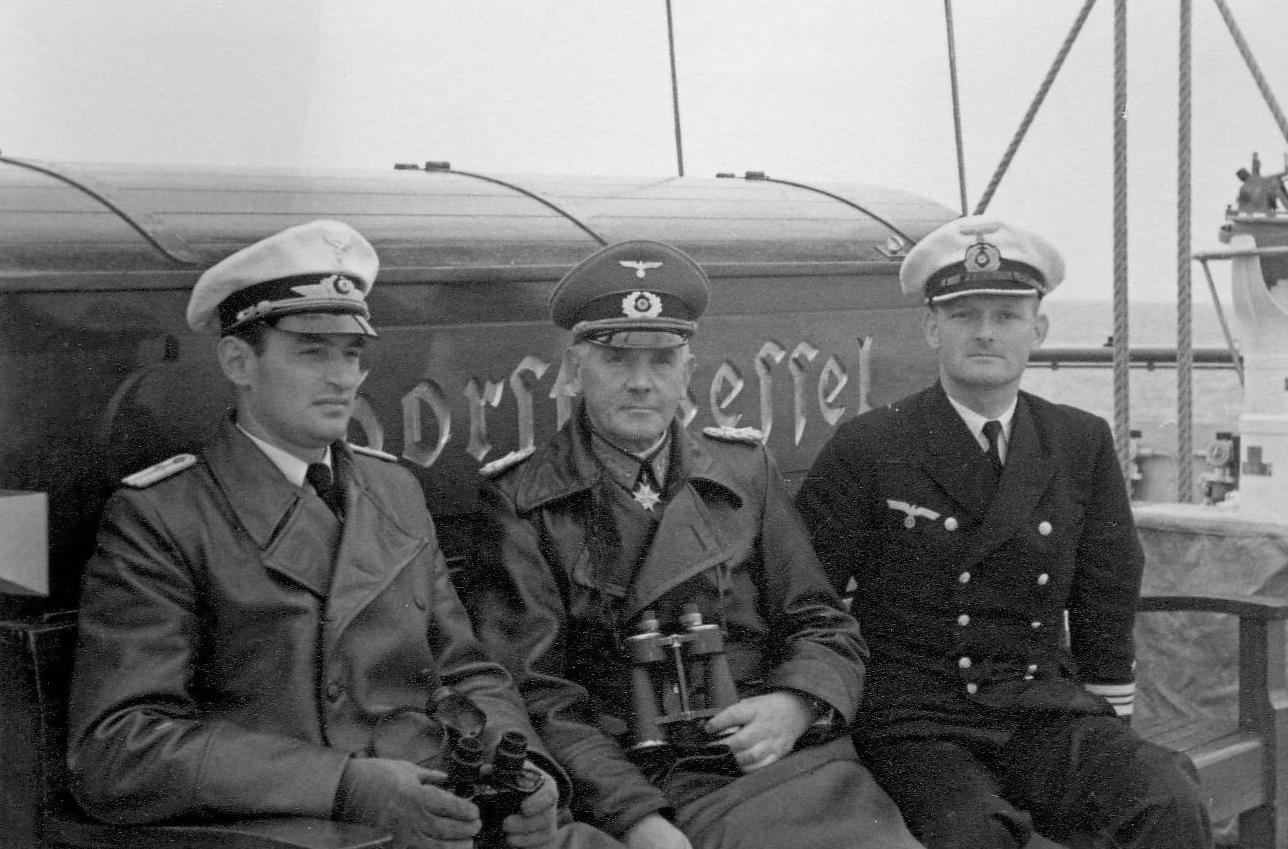
v. Wangenheim und v. Blomberg (1937)

Den ersten Kriegseinsatz übernahm Wangenheim als Kapitänleutnant und Kommandant des Torpedobootes Albatros von Oktober 1935 bis September 1936 in spanischen Gewässern. Das Boot war Teil der sogenannten „Neutralitätspatrouille“, die spanische Häfen beider Bürgerkriegsparteien anlief, um deutsche und andere Flüchtlinge nach Frankreich zu evakuieren. Anschließend wurde er nach Berlin berufen und zum Marineadjutanten von Generalfeldmarschall und Kriegsminister Werner von Blomberg bestellt, beide waren sich schon zuvor auf dem Segelschulschiff Horst Wessel der Reichsmarine begegnet.
1938 kam es jedoch zum Bruch zwischen Wangenheim und der nationalsozialistischen Führung. Blomberg hatte nach dem Tod seiner ersten Frau in zweiter Ehe eine 35 Jahre jüngere Frau mit zweifelhaftem Ruf geheiratet; sie wurde mit pornographischen Photos und sogar Prostitution in Verbindung gebracht. Als Adolf Hitler das erfuhr, wurde Blomberg entlassen, da die Heirat gegen den Ehrenkodex und einen Erlass für Heiraten von Offizieren verstieß. Blomberg reiste mit seiner neuen Frau nach Italien. Hitler nutzte die Gelegenheit, gemeinsam mit der Entlassung von Generaloberst Werner von Fritsch wegen angeblicher Homosexualität, um die Führung der Wehrmacht mit linientreuen Offizieren zu besetzen. Vor seiner Abreise hatte Blomberg Hitler sogar eine Liste mit den führenden Offizieren gegeben, die mit dem Nationalsozialismus nicht kooperieren wollten und deswegen ausgetauscht wurden. Zu den Linientreuen gehörte auch General Wilhelm Keitel, der wegen seiner devoten Art gegenüber Hitler von den traditionellen Offizieren der ehemaligen Reichswehr als „Lakeitel“ verspottet wurde, bezogen auf „Lakai“. Der Verstoß gegen den Ehrenkodex durch Blomberg und die Auslieferung der Wehrmachtsführung an die politische Führung war für diese traditionellen Offiziere schwer erträglich.
Daraufhin fuhr Wangenheim seinem früheren Vorgesetzten Blomberg hinterher, suchte ihn im Hotel in Rom auf, konfrontierte ihn mit der Vergangenheit seiner Frau, die Blomberg eventuell nicht in vollem Umfang kannte, und verlangte von ihm, sich von ihr zu trennen und so die Ehre des Offizierkorps wiederherzustellen. Als Blomberg das verweigerte und meinte, Wangenheim setze ihm „die Pistole auf die Brust“, legte Wangenheim ihm in der Tat eine mitgebrachte Pistole auf den Tisch und forderte ihn zum Selbstmord auf, was der mit dem Verweis auf die Staatsräson ebenfalls verweigerte. Zurück in Berlin rief Hermann Göring Wangenheim zu sich und fuhr ihn lautstark an, was er da angestellt habe, woraufhin Wangenheim entgegnete, er sei Kapitänleutnant der Marine und ließe so nicht mit sich reden, darauf anspielend, dass Göring Oberbefehlshaber der Luftwaffe aber nicht der ganzen Wehrmacht war. Göring soll sich dann gefangen und erläutert haben, er müsse schon verstehen, dass man einen toten Generalfeldmarschall in den schwierigen politischen Zeiten nicht gebrauchen könne.
Da dieses Ehrverständnis Wangenheims dem des traditionellen Offizierkorps entsprach, hatte sein direkter Vorgesetzter, Admiral Erich Raeder, die Reise schon vorher heimlich gebilligt. Als Göring dann die Entlassung Wangenheims aus der Wehrmacht betrieb, soll Raeder das durch Androhung seines eigenen Rücktritts verhindert haben, nur dass Wangenheim auf Weigerung Keitels hin nicht mehr im Kriegsministerium eingesetzt, sondern auf See versetzt wurde.
Pikant an dem Vorfall war, dass Wangenheim schon im Januar 1931 in den Ehrenrat der Reichsmarine berufen worden war, um als ältestes Crewmitglied über den Ausschluss Reinhard Heydrichs aus der Marine zu entscheiden. Letzterer hatte ein vermeintliches Eheversprechen nicht eingehalten und sich mit seinem arroganten Auftreten vor dem Ehrenrat herablassend über seine Geliebte geäußert. Dieses Verhalten führte zu Heydrichs unehrenhafter Entlassung. Das wiederholte Auftreten in Fragen der Ehre könnte der Grund gewesen sein, dass Wangenheims Karriere während des Dritten Reiches nicht sonderlich voranschritt, ohnehin war er nicht Mitglied der NSDAP.
Wangenheim wurde nach Swinemünde versetzt und während des Zweiten Weltkriegs auf See eingesetzt. Zunächst war er von August 1939 bis Oktober 1939 Kommandant des Zerstörers Hans Lody. Im November 1939 wurde er 1. Admiralstabsoffizier des Führers der Zerstörer und blieb in dieser Position bis Oktober 1940. Anschließend war er bis November 1944 Referent Ia in der Operationsabteilung des OKM und wurde in dieser Position am 1. April 1943 zum Kapitän zur See befördert. Ab Dezember 1944 war er bis Kriegsende Chef der 4. Zerstörerflottille. Nach Kriegsende kam er in Kriegsgefangenschaft, aus welcher er am 3. Februar 1946 entlassen wurde.
Seemännisches Geschick bewies er, als er im Januar 1945 drei Zerstörer von Nordnorwegen durch die britischen Linien in die Ostsee verlegte. Am Ende des Krieges waren von der Flottille, bestehend aus vier Schiffen, nur noch zwei übrig. Wangenheim führte diese beiden Schiffe bis zum letzten Kriegstag in die Bucht von Danzig, um Flüchtlinge nach Glücksburg zu evakuieren, auch wenn sein Schiff beim letzten Anlauf am 8. Mai 1945 schwere Torpedotreffer von sowjetischen Schiffen erhielt.

### Militärzeit in der Bundesrepublik
Wangenheim hatte seine verbleibenden Zerstörer nach der Kapitulation im Mai 1945 weisungsgemäß von Glücksburg nach Kiel überführt und dort der britischen Besatzung übergeben. Er selbst ging in britische Kriegsgefangenschaft auf Fehmarn. Anfang 1946 wurde er entlassen und bewirtschaftete dann den kleinen Hof Langfeld zusammen mit seiner Frau.
1956 trat Wangenheim in die neu gegründete Bundeswehr ein. Die engen wirtschaftlichen Verhältnisse auf dem kleinen Hof und das Pflichtgefühl, das neue demokratische Deutschland vor der Bedrohung des Ostblocks zu schützen, war dafür Ausschlag.
Seine erste Verwendung erfuhr er als erster Kommandeur der Marineschule Mürwik von 1956 bis 1960 und baute die Marine wieder mit auf, mit einem fordernden aber auch humorvollen Führungsstil. 1957 wurde er zum Flottillenadmiral befördert und 1960 zum Befehlshaber der Seestreitkräfte der Nordsee ernannt. 1963 wurde er wegen Krankheit vorzeitig pensioniert und starb 1973 in Kiel.